# 布拉尼
布拉尼（法語：Blagny，法語發音：[blaɲi]）是法国大東部大區阿登省的一个市镇，属于色当区。

## 地理
布拉尼（49°37'16"N, 5°11'28"E）面积7.42 平方千米，位于法国大東部大區阿登省，该省份为法国北部内陆省份，西接埃纳省，南至马恩省，东临默兹省，北与比利时接壤。
与布拉尼接壤的市镇（或旧市镇、城区）包括：卡里尼昂、莱德维尔、利奈、皮伊和沙尔博、萨伊。

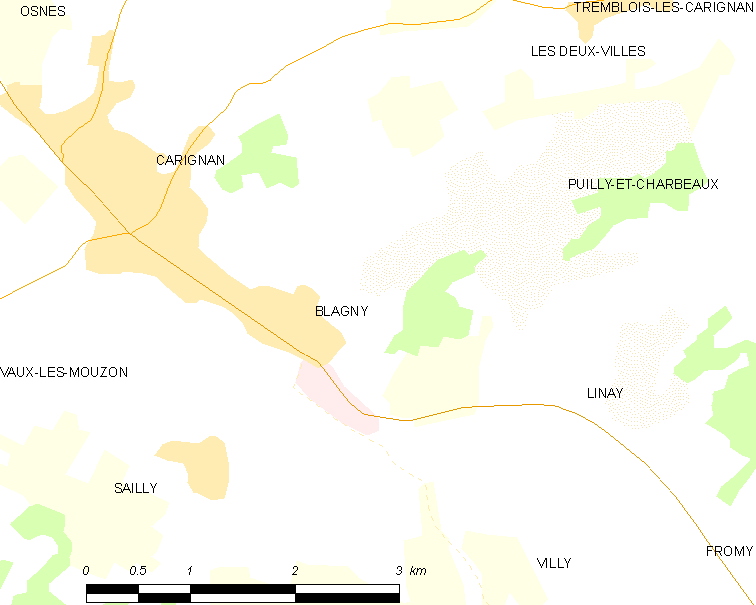
布拉尼的OSM定位图

布拉尼的时区为UTC+01:00、UTC+02:00（夏令时）。

## 行政
布拉尼的邮政编码为08110，INSEE市镇编码为08067。

## 政治
布拉尼所属的省级选区为卡里尼昂县。

## 人口

1962-2008年间布拉尼人口变化图示

布拉尼于2022年1月1日时的人口数量为1093人。